# Бликс, Элиас
Элиас Бликс (24 февраля 1836— 17 января 1902) — норвежский поэт, музыкант и политический деятель, член Либеральной Партии. Родился в коммуне Йильдескол недалеко от города Будё в северной Норвегии. В 1859 году переехал в Христианию (Осло) для обучения семитским языкам, получил степень доктора философии в 1876. Бликс был Министром Образования и Церковных Дел в кабинете Юхана Свердрупа с 1884 по 1888, в 1885 — 86 был Советником Государственного Разделения в Стокгольме.
Бликс известен как композитор псалмов и активный сторонник языка нюнорск. Среди его самых известных композиций — псалмов наиболее известны «Gud signe vårt dyre fedreland» и «No livnar det i lundar». Сборники его псалмов на нюнорск, опубликованные в 1869—1875 гг, были официально признаны Норвежской Церковью для использования наряду с традиционными вариантами. Бликс внёс большой вклад в перевод Нового Завета на нюнорск, который был издан в 1890 году.